# Zajednička poljoprivredna politika
Zajednička poljoprivredna politika (eng. Common Agricultural Policy), jedna je od zajedničkih politika Europske unije, a deﬁnirana je još Rimskim ugovorima. Temelji se na zajedničkom unutarnjem tržištu i cilj joj je osiguravanje razumnih cijena za europske potrošače i odgovarajućih prihoda za poljoprivrednike preko ustroja zajedničkih poljoprivrednih tržišnih organizacija, primjene načela jedinstvenih cijena, ﬁnancijske solidarnosti i preferencijalnoga pristupa prema poljoprivrednim proizvodima s područja Zajednice. Zajednička poljoprivredna politika jedna je od najvažnijih nadležnosti Zajednice, na koju se usmjerava više od polovice proračuna EU-a.